# Edmund Mauley
Sir Edmund Mauley (auch de Mauley) (* unsicher: 1281; † 24. Juni 1314 bei Bannockburn) war ein englischer Ritter und Höfling.

## Herkunft
Die genaue Herkunft von Edmund Mauley ist umstritten. Er entstammte der nordenglischen Familie Mauley, doch ob er ein jüngerer Sohn des englischen Adligen Peter II Mauley war oder ob er 1281 als jüngerer Sohn von Peter II Mauleys gleichnamigen Sohn Peter III Mauley geboren wurde, ist ungeklärt.

## Aufstieg zum Steward of the Household
Als jüngerer Sohn eines Adligen trat Mauley in den Dienst der Krone. Er nahm 1301 an einem Feldzug nach Schottland teil, wobei er in Kontakt mit dem Thronfolger Eduard kam. Er wurde ein enger Freund von Eduard, der ihn, nachdem er 1307 König geworden war, zu seinem Steward of the Household ernannte. Bereits 1306 erhielt Mauley für seinen Dienst in Schottland das Gut von Seaton Ross in Yorkshire. Anfang April 1312, als oppositionelle Magnaten Jagd auf den ohne Erlaubnis aus dem Exil zurückgekehrten königlichen Günstling Piers Gaveston machten, gehörte Mauley zu den Vertrauten, die den König bei seinem Rückzug nach Newcastle begleiteten. Nach der Hinrichtung von Gaveston durch die Magnaten bestärkte Mauley zusammen mit anderen Höflingen wie Henry de Beaumont im Sommer 1312 den König, sich an den Magnaten zu rächen. Am 20. September 1312 sandte der König ihn zusammen mit dem Earl of Pembroke, Hugh Despenser und dem Marshal Nicholas Seagrave zu Vertretern der City of London, um weitere Unterstützung der Bürger gegen die innenpolitischen Gegner des Königs zu erhalten. Die Bürger antworteten, dass sie dem König bereits ihre Unterstützung zugesichert hätten. Im Gegenzug brachten sie dann mehrere Beschwerden gegen den Marshal Seagrave und gegen den Steward Mauley vor. Im Dezember 1312 gehörte Mauley zu den zwanzig Höflingen, deren Entfernung vom Königshof gemäß den Ordinances die oppositionellen Magnaten in Verhandlungen mit dem König forderten. Mauley behielt aber sein Amt als Steward und gehörte weiter zu den Vertrauten des Königs. Im Frühjahr 1314 übertrug ihm der König zur Vorbereitung seines Feldzugs nach Schottland das Kommando über Cockermouth Castle in Cumberland. Im Gefolge des Königs nahm Mauley an dem Feldzug und an der Schlacht von Bannockburn teil, in der die Engländer eine schwere Niederlage erlitten. Dabei fiel Mauley im Kampf gegen die Schotten, während der zum königlichen Haushalt gehörende Roger Northburgh, der Keeper of the Privy Seal in schottische Gefangenschaft geriet. Der Tod Mauleys und die Gefangennahme Northburghs, die beide zum engeren Gefolge des Königs gehörten, verdeutlicht, in welcher Gefahr sich der König während der Schlacht befunden hatte. In der St Andrew’s Church in Bainton befindet sich Mauleys Grabdenkmal.
Als Nachfolger Mauleys ernannte der König im Juli 1314 John Cromwell zum Steward of the Household.